# الصندوق القومي الفلسطيني
الصندوق القومي الفلسطيني هو الدائرة المالية والإدارية والرقابية لمنظمة التحرير الفلسطينية، تأسس عام 1964 مع تأسيس منظمة التحرير الفلسطينية. يتألف مجلس إدارة الصندوق من 15 عضوًا كحد أدنى و20 عضوًا كحد أقصى، ويُعينون بقرار من اللجنة التنفيذية.

## رؤساء سابقون
- عبد المجيد شومان (1964 – 1969)
- خالد اليشرطي (1969 – 1970)
- زهير العلمي (1970 – 1971).
- يوسف صايغ (1981- 1983).
- وليد قمحاوي (1974 – 1981).
- صلاح الدين الدباغ (1981 – 1983).
- حنا ناصر (1983 – 1984).
- جويد الغصين (1984 – 1996)
- محمد زهدي النشاشيبي (1996 – غير معروف).
- رمزي خوري (2005 - لا يزال)